# ژونگ جیاچی
ژونگ جیاچی (انگلیسی: Zhong Jiaqi؛ زادهٔ ۲۳ سپتامبر ۱۹۹۹) بازیکن هاکی روی چمن اهل چین است.